# Simone Raineri

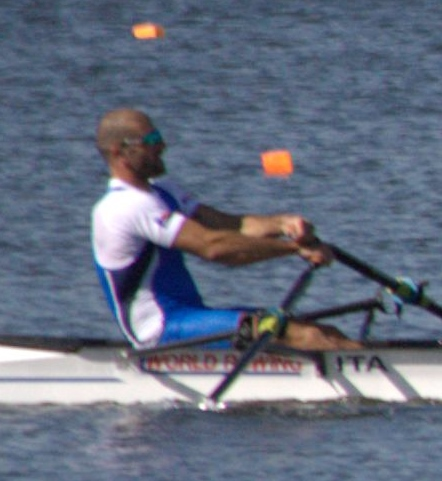
Simone Raineri

Simone Raineri (* 7. Februar 1977 in Casalmaggiore oder Bozzolo) ist ein italienischer Ruderer, der zwei olympische Medaillen im Doppelvierer gewinnen konnte.

## Karriere
Raineri begann 1988 mit dem Rudersport. 1994 belegte er mit dem italienischen Doppelvierer den zweiten Platz bei den Junioren-Weltmeisterschaften, 1995 gewann die italienische Crew den Titel. 1998 gewann er beim Weltcup in Hazewinkel erstmals ein Rennen mit dem italienischen Doppelvierer, bei den Ruder-Weltmeisterschaften 1998 saß Raineri allerdings im Achter und belegte den fünften Platz in dieser Bootsklasse. Nach einem eher erfolglosen Jahr 1999 im Doppelzweier gehörte Raineri 2000 wieder zum italienischen Doppelvierer und siegte mit diesem Boot sowohl beim Weltcup auf dem Rotsee als auch bei den Olympischen Spielen in Sydney.
Nach zwei Bronzemedaillen bei den Weltmeisterschaften 2001 und 2002 belegte der italienische Doppelvierer mit Raineri 2003 nur den sechsten Platz bei den Weltmeisterschaften, ein Jahr später erreichte das Boot bei den Olympischen Spielen gar nur den zehnten Platz. Bei den Weltmeisterschaften 2005 mit einem fünften Platz und 2006 mit dem vierten Platz kämpfte sich der italienische Doppelvierer langsam wieder in die Weltspitze zurück. 2007 belegte das Boot erneut den vierten Platz bei den Weltmeisterschaften und erhielt Silber bei den Europameisterschaften. Bei den Olympischen Spielen 2008 in Peking erruderte Raineri im Doppelvierer die Silbermedaille hinter dem Boot aus Polen.

## Erfolge

### Olympische Spiele
- 2000: Gold im Doppelvierer mit Simone Raineri, Rossano Galtarossa, Alessio Sartori, Agostino Abbagnale
- 2004: Platz 10 im Doppelvierer
- 2008: Silber im Doppelvierer mit Luca Agamennoni, Rossano Galtarossa, Simone Raineri, Simone Venier

### Weltmeisterschaften
- 2001: Bronze im Doppelvierer mit Nicola Sartori, Mattia Righetti, Franco Berra, Simone Raineri
- 2002: Bronze im Doppelvierer mit Mattia Righetti, Marco Ragazzi, Rossano Galtarossa, Simone Raineri